# Арбалет в геральдике
Арбалет (фр. arbalete a jalets; англ. prodd) — искусственная негеральдическая гербовая фигура.
Символизирует доблестного и превосходного воина, готового победить или погибнуть.

## История
Арбалет — в Средние века один из самых эффективных видов оружия, который использовался до середины XVI века, а эпизодически и позже. Являлся более точным и мощным, чем лук, выстреливающий обычную стрелу. Тяжёлая стрела арбалета была способна пробить кольчугу, кирасу и иные рыцарские доспехи. Святая церковь выступала с осуждением применения арбалетов. В 1139 году Второй Латеранский собор фактически под угрозой отлучения запретил арбалеты, как оружие «дикое и смертоносное, ненавистное Богу и недостойное христиан», кроме, как применения его против еретиков и неверных. Во Франции сосуществовал чин «гранд-мэтр арбалетчиков», который присваивался командиру стоявшему во главе пехоты, в эпоху начиная с Людовика IX и кончая Людовиком XI ведал также артиллерией и инженерными войсками.
Арбалетчики являлись отборным войском, но из низов, не дворянского происхождения.
В русской геральдике крайне редок. Например, на гербе ЗАТО Первомайский

## Геральдика

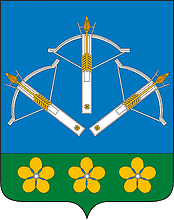
Герб первомайского

Редкое присутствие символа арбалета в геральдике зависело от позиции церкви и того факта, что он в европейской геральдике считался оружием «горожан», недостойным «благородных рук». Кроме того существовал арбалет стреляющий свинцовыми шрапнельными пулями и поэтому его использовали только на охоте, что было недостойно благородного рыцаря.
В гербовом щите арбалет, как правило представлен столбом, а отдельные части (корпус, тетева, механизм натяжения, арбалетное стремя), если они отличаются от общего цвета, включая наличие стрелы, при блазонировании описывается отдельно. В гербах изображались две формы — полный арбалет и реже — ярмо арбалета. Очень редко в гербах присутствуют изображение человека, держащая оружие рука, или животное держащие арбалет.
Изображение присутствует на гербах городов: Айбенсбах, Лар Эйфель, Ремерберг, Люценхардт, Мур-ам-Зе.
На печати 1630 года в гербе Киева лук видоизменяется в арбалет, который держит одна рука. Такой трансформированный символ был на всех других киевских городских печатях до 1780 года.
На дворянских гербах: польский Куша
Герб Смоланда, исторической провинции (ландскапа) Смоланд, Швеция, также используемый как элемент гербов современных административно-территориальных образований ленов Кальмар и Крунуберг, представляет собой «в золотом поле червлёный лев с синим вооружением, держащий в передних лапах червлёный арбалет с чёрным луком и серебряным наконечником».